# Анжела (Marvel Comics)
Анжела (англ. Angela), також відома як Альдріф Одінсдоттір (англ. Aldrif Odinsdottir) — вигадана персонажка з коміксів американського видавництва Marvel Comics. Дівчина була вигадана Нілом Ґейманом і художником Тоддом Макфарлейном. Вперше з'явилася в авторській серії коміксів Макфарлейна Spawn, дебютувавши у випуску #9 за березень 1993 року, а згодом отримала власну однойменну мінісерію. Анжела — ангел і мисливиця за головами, яка працює під егідою Небес, щоби протистояти Спаунові.
Згодом воїтелька Анжела стала предметом судової суперечки між творцями, Макфарлейном і Ґейманом, за права на персонажку, яку врешті-решт виграв Ніл Ґейман. Пан Ґейман пізніше продав права на Анжелу видавництву Marvel Comics. Тож вона стала персонажкою всесвіту Marvel і з'явилася в коміксі 2013 року під назвою Age of Ultron. У 2014 році історія персонажки розширилась упродовж сюжетної лінії «Першородний гріх», де читачам відкрилась інформація, що вона — Альдріф Одінсдоттір, загублена сестра Тора, спадкоємця трону Асґарду.

## Історія публікації

### Image Comics
У 1993 році Тодд Макфарлейн уклав контракт з Нілом Ґейманом та трьома іншими визнаними авторами — Аланом Муром, Дейвом Сімом та Френком Міллером — на написання одного випуску його авторської серії коміксів Spawn, яка була опублікована видавництвом Image Comics. При цьому Ґейман представив персонажів Анжелу, Коліостро та інших. Всі три персонажі були створені та розроблені Макфарлейном у співавторстві. Анжела вперше з'явилася у випуску Spawn #9, як супротивниця Спауна. У 1994-1995 роках вийшла тривипускна обмежена серія Angela, написана Ґейманом і проілюстрована Ґреґом Капулло, в якій Анжела й Спаун були змушені в силу обставин тимчасово працювати разом як союзники. Пізніше серія була перевидана в обкладинці під назвою Angela Trade Paperback, перейменована на Spawn: Angela's Hunt у наступних накладах і з новим дизайном обкладинки (ISBN 1-887279-09-1).
Щомісячна серія Spawn продовжувала показувати всіх персонажів, створених Ґейманом, ще довго після того, як його безпосередня участь закінчилася. Деякі персонажі були пов'язані з іграшковою компанією Макфарлейна, а Коліостро зіграв головну роль у повнометражному фільмі 1997 року, Анжела з'являлася в Spawn #62, #89, і #96 по #100, а також в односерійному випуску 1995 року. Вона також брала участь у кількох кросоверах. У мінісерії Rage of Angels Анжела зустрілася зі Славою в Angela and Glory (1996), а потім була продовжена в Youngblood #6 (1996) і Team Youngblood #21. Існував також кросовер під назвою Арія/Анжела, в якому вона з'явилася в серії Aria.
Макфарлейн погодився з тим, що Ґейман зберіг авторські права на персонажів, але пізніше стверджував, що робота Ґеймана була роботою за наймом і що Макфарлейн повністю володіє всіма спільними творіннями Ґеймана, вказуючи на юридичні ознаки Spawn #9 і відсутність юридичного контракту, який стверджує протилежне. Макфарлейн також відмовився платити Ґейману за ті томи творів Ґеймана, які Макфарлейн перевидавав і зберігав у друкованому вигляді. У 2002 році Ґейман подав позов і виграв значне рішення проти Макфарлейна та Image Comics за права, належні будь-якому творцеві. Тоді всі три персонажі були однаково співвласниками обох чоловіків. У 2012 році Макфарлейн і Ґейман врегулювали свою суперечку та Гейман отримав повне право власності на Анжелу.

### Marvel Comics
Видання Comic Book Resources підтвердило 21 березня 2013 року, що Ніл Ґейман повертається в Marvel Comics і візьме з собою Анжелу. Джо Кесада заявив, що її перша поява як повноцінного персонажа Marvel відбудеться у фіналі сюжетної лінії «Ера Альтрона».
Пізніше BleedingCool підтвердив, що Marvel Comics купили права на Анжелу у Ґеймана.
9 травня 2013 року Entertainment Weekly опублікував перше зображення Анжели в переробленому дизайні Джо Кесада для її появи в книгах, виданих Marvel Comics.

## Вигадана біографія

### Image Comics
Анжела — ангел і мисливиця за головами, що працює під егідою Небес, щоб протистояти Спауну. Вона намагалася вбити його під час їхньої першої зустрічі, але зазнала поразки, всупереч значно більшому досвіду. Пізніше він прийшов їй на допомогу під час суду на Небесах, де засвідчив, що вона мала дозвіл на його вбивство. Вони тимчасово опинилися в пастці в кишеньковому вимірі, коли плащ Спауна захистив його від її зброї. Реструктуризація реальності, проведена Спаун, дозволила їм повернутися з кишенькового виміру, а також стерла «дозвіл» Анжели на використання її зброї проти нього. Після повернення на Землю у них зав'язалися романтичні стосунки. Однак Анжела загинула під час битви з Мейлболґією. Спаун повернув її тіло ангелам, які, ймовірно, повернули героїню до життя.

### Marvel Comics
Під час сюжетної лінії Age of Ultron 2013 року Анжела виявляється живою й була витягнута з Небес в результаті пошкодження Росомахою Всесвіту. У поєднанні люті та розгубленості вона спрямовується до Землі з космосу, де її перехопили Вартові галактики, що призводить до її приєднання до команди.
Під час сюжетної лінії «Першородного гріха» з'ясовується, що вона — Альдріф, дочка Одіна і Фреї, що робить її сестрою Тора і Локі. Вона була «вбита» немовлям під час війни Асґарду з ангелами Десятого царства під назвою Небеса. Цей злочин призвів до того, що Одін відділив Десяте царство від інших дев'яти в покарання за їх напад. Тор дізнається про існування своєї сестри, коли йому відкриваються таємниці Уату, ока Спостерігача, через Сферу. Він повертається до Асґарду, щоб розповісти матері про існування сестри, а згодом разом з Локі вирушає до цього царства, щоб дізнатися більше про свою сестру.
Вартові галактики та Анжела піддаються нападу у просторі банди піратів, яких називають Варпджекерами. Під час битви Анжела покидає Вартових, коли дорослий Локі телепатично повідомляє їй, що портал до Небес відкритий і вона може повернутися додому. Поки Тор бореться з охоронцями, Анжела, яку Локі провів до входу, з'являється та починає підготовку до битви з Тором. Анжела бореться з виснаженим Тором, який щойно відбився від армії Небес, а потім отримує наказ від Королеви ангелів привести Тора до неї. Тепер уже Локі у вигляді жінки приєднався до ангелів, сказавши Тору, що «бути на стороні переможців завжди краще».
Поки Локі веде флот ангелів до Асґарду, під хибним приводом допомогти їм знищити його, Тор тікає з полону і знову вступає в бій з ангелами. Боротьба між Тором і Анжелою переривається, коли прибуває Одін (якого Локі звільнив зі свого заслання) і визнає Анжелу своєю дочкою, розкриваючи справжній родовід Анжели. Давним-давно ангел, якому було доручено позбутися тіла Альдріф, дізнався, що дитина жива й виховав її як одну з ангелів під ім'ям Анжела. У світлі цього одкровення Королева ангелів дарує Анжелі життя, помилувавши її за службу ангелам, але висилає з Небес через її походження. Покинувши це царство, Одін говорить Тору, Локі та Анжелі, що він все ще любить своїх дітей. Анжела вирішує піти, щоб дослідити інші світи.
Пізніше Анжела та її кохана Сера викрадають новонароджену доньку Одіна та Фреї. Невідомо для Одіна, в немовля вселяється дух Суртура та Одін наказує Тору вистежити цю пару. Анжела і Сера за допомогою Вартових галактики випереджають Тора і забирають немовля в Небеса, щоб очиститися від духу Суртура. Там Анжела кидає немовля в заглухлі двигуни Небес. Вогонь Суртура виганяється з немовляти й знову запалює ці двигуни. Цим вчинком Анжела погашає свій борг перед Небесами і таким чином закриває свій останній зв'язок з цим царством.
Після того, як Анжела повертає немовля Одіну, вона дізнається, що Сера — це насправді Малекіт Проклятий, а справжня Сера, яка раніше загинула в битві, залишився в Гельгеймі. Анжела вирушає в Гель і просить Гелу повернути її коханку до життя. Коли вона відмовляє, воїтельниця починає завойовницький похід за допомогою Сери і служниці Гели, Лії, пройшовши кілька випробувань, щоб стати врешті-решт новою королевою Гельгейму. Коли їй це вдається, вона звільняє душі померлих ангелів, поневолених Гелою й повертає до життя Серу. Анжела зреклася престолу і повернулася на Землю з коханою та Лією, не маючи потреби у владі.
Пізніше Анжела приєднується до Ударного загону, команди Месників, яка займається секретними операціями, як одна з лідерок разом з Блейдом.

## Сили та здібності
У сучасному втіленні Анжели у всесвіті Marvel Comics: Анжела є богинею з народження та спадкоємицею асґардійського трону. Вона має надсилу, її надшвидкість дозволяє переміщатись швидше за блискавки, її надміцність дає змогу витримати удари таких славетних воїнів, як Дрекс, Ґамора, Тор та інших. Також має здатність до польоту.
На відмінну від інших богів Асґарду, Анжела є безсмертною. Для підтримки її в молодому віці вона не потребує Золотих яблук.

## Огляди

### Визнання
- 1995: Wizard Fan Awards — «Улюблена лиходійка», «Персонаж, який більше за всіх заслуговує власну серію коміксів», «Улюблена мінісерія», «Улюблений ван-шот»[23].
- 1996: Wizard Fan Awards — «Улюблена героїня»[24].
- 2016: Screen Rant поставив Анжелу на 13 місце у списку «15 наймогутніших асґардійців у всесвіті Marvel»[25].
- 2017: Autostraddle поставив Анжелу на 2 місце у списку «7 лгбт-жінок, які терміново мають з'явитись у кіновсесвіті Marvel»[26].
- 2017: Screen Rant поставив Анжелу на 22 місце у списку «Вартові Галактики 3: 50 персонажів Marvel, яких ми хочемо побачити»[27].
- 2021: CBR поставив Анжелу на 4 місце у списку «Marvel: 10 найсильніших персонажек»[28] та на 7 місце у списку «20 найсильніших супергероїнь»[29].
- 2022: Screen Rant включив Анжелу у список «10 найкращих персонажів з коміксів про Тора, яких немає в кіновсесвіті Marvel»[30], у список «10 наймогутніших асґардійських богів у Marvel Comics»[31] та у список «10 найкращих асґардійців, що все ще відсутні в кіновсесвіті Marvel»[32].
- 2022: CBR поставив Анжелу на 5 місце у списку «10 найсильніших асґардійців у коміксах»[33].

## Інші версії
Декілька різних версій Анжели з'явилось у серії коміксів «Таємна війна» 2015 року:
- 1602: Анжела — мисливиця на відьом (мутантів).
- М.О.Д.О.К.: Анжела — член Корпусу Торів, миротворчих сил Світу битв, яка володіє молотом під назвою Демонобій
- Аркадія: Анжела — мешканка Аркадії, де базується команда супергероїв Сила-М.

## Поза коміксами

### Телебачення
- З'являлась у телевізійному мультсеріалі «Спаун: Анімовані серії», озвучена акторкою Денайз Пойрер
- Анжела з'являлась декілька разів у мультсеріалі «Вартові галактики» студії Marvel Animated (акторка озвучення - Ніка Футтерман[34]):
  - «Ми є світове древо» — вона супроводжувала Тора на відкриття статуї на честь миру між Спартаксом й Асґардом. Анжела вступає в короткий бій на мечах з Ґаморою. Пізніше вони знову зустрічаються, коли Вартові галактики опиняються в Асґарді[35].
  - «Асґардійська війна. Частина перша: Удари грому»  — вона була разом з Тором під час війни проти Спартакса.
  - «Асґардійська війна. Частина друга: Врятуйте мене» — вона билася разом з Тором та Руйнівником, допомагаючи Вартовим галактики врятувати Зоряного лицаря від Таноса.

### Фільми
- Анжела мала своє камео у фільмі «Спаун»[36]. Акторка — Лаура Інтервал[37].
- Елементи Анжели використані для створення антагоністки Гели у фільмі «Тор: Раґнарок»[38].

### Відеоігри
- З'явилася як персонаж, за якого можна грати, в мобільній грі «Guardians of the Galaxy: The Universal Weapon»[39].
- З'явилася як персонаж, за якого можна грати, в мобільній грі «Marvel: Avengers Alliance»[40] на сайті Facebook.
- З'явилася як персонаж, за якого можна грати, в мобільній грі «Marvel: Future Fight»[41][42].
- З'явилася як персонаж, за якого можна грати, в мобільній грі «Marvel: Contest of Champions»[43].
- З'явилася як персонаж, за якого можна грати, в грі «Marvel Heroes»[44]. Акторка, що озвучує Анжелу — Лора Бейлі.
- З'явилася як персонаж, за якого можна грати, в мобільній грі «Marvel: Avengers Alliance 2»[45].
- З'явилася як персонаж, за якого можна грати, в мобільній грі «Marvel Avengers Academy». Анжела входила до складу команди Сила-М[46]. Акторка, що озвучує Анжелу — Наталія Ван Сістін[47].

### Музика
- Анжелі присвячена пісня «The Hunter» американського геві-метал гурту Iced Earth, вона входить до альбому «The Dark Saga», який цілком присвячений всесвіту Спауна.

### Настільні ігри
- З'явилася як мініатюра для настільної гри «HeroClix».
- З'явилася як мініатюра для настільної гри «Marvel: Crisis Protocol»[48].

### Інше
- У 1995 і 1996 роках Анжела була номінована, але не отримала ряд премій Wizard Fan Awards[49][50]: «Улюблена лиходійка» (1995), «Персонаж, який більше за всіх заслуговує власну серію коміксів» (1995), «Улюблена серія коміксів» (1995) і «Улюблена героїня» (1996).

## Колекційні видання

### Image Comics
| Назва         | Випуски                     | Дата видання | ISBN                |
| ------------- | --------------------------- | ------------ | ------------------- |
| Spawn: Angela | Angela #1-3; Angela Special | Січень 1998  | ISBN 978-1852868352 |

### Marvel Comics
| Назва                                             | Випуски                                | Дата видання  | ISBN                |
| ------------------------------------------------- | -------------------------------------- | ------------- | ------------------- |
| Angela: Asgard's Assassin - Priceless             | Angela: Asgard's Assassin #1-6         | Серпень 2015  | ISBN 978-0785193562 |
| 1602 Witch Hunter Angela                          | 1602 Witch Hunter Angela #1-4; 1602 #1 | Березень 2016 | ISBN 978-0785198604 |
| Angela: Queen of Hel - Journey to the Funderworld | Angela: Queen of Hel #1-7              | Липень 2016   | ISBN 978-1302900014 |